# Love, Damini
Love, Damini é o sexto álbum de estúdio do cantor nigeriano Burna Boy. Foi lançado a 8 de Julho de 2022 pela Atlantic Records. O álbum de afro-fusion conta com participações especiais de Ladysmith Black Mambazo, J Hus, Vict0ny, Popcaan, Blxst, Kehlani, Ed Sheeran, J Balvin, e Khalid. O álbum é nomeado após o primeiro nome legal de Burna Boy e serve como acompanhamento de seu álbum anterior, Twice as Tall (2020). Uma música do álbum, "Kilometre", foi lançada como single independente a 29 de Abril de 2021. Outro single, "Last Last", foi lançado a 13 de Maio de 2022, juntamente com o anúncio do álbum.

## Alinhamento de faixas
| Faixas de Love, Damini |                                                              | |                                               |         |  |
| N.º                    | Título                                                       | Compositor(es) | Produtor(es)                                  | Duração |  |
| 1.                     | "Glory" (com participação de Ladysmith Black Mambazo)        | Damini Ogulu James Johnson Keven Wolfsohn Mike Stokes Paul Goller                                                                                  | The Elements                                  | 3:51    |  |
| 2.                     | "Science"                                                    | Ogulu Richard Isong | P2J                                           | 3:21    |  |
| 3.                     | "Cloak & Dagger" (com participação de J Hus)                 | Ogulu Momodou Jallow Alli Odunayo | Telz Danitello MdS                            | 3:31    |  |
| 4.                     | "Kilometre"                                                  | Ogulu James Olagundoye | Chopstix                                      | 2:32    |  |
| 5.                     | "Jagele"                                                     | Ogulu Kelvin Peters | Kel-P                                         | 3:02    |  |
| 6.                     | "Whiskey"                                                    | Ogulu Gaetan Judd Marco Bernardis Isong | P2J                                           | 3:23    |  |
| 7.                     | "Last Last"                                                  | Ogulu LaShawn Daniels Harvey Mason Jr. Fred Jerkins III Rodney Jerkins Mikael Haataja Samuel Haataja Olagundoye Santeri Kauppinen Robert Laukkanen | Off & Out Chopstix MdS Ruuben                 | 2:52    |  |
| 8.                     | "Different Size" (com participação de Vict0ny)               | Ogulu Anthony Victor Adedotun Adedeji Jae Il Jung                                                                                                  | Kvng Vinci                                    | 3:29    |  |
| 9.                     | "It's Plenty"                                                | Ogulu Wolfsohn Goller Jonathan Awotwe-Mensah | The Elements Jae5                             | 3:36    |  |
| 10.                    | "Dirty Secrets"                                              | Ogulu Judd Isong | P2J                                           | 2:31    |  |
| 11.                    | "Toni-Ann Singh" (com participação de Popcaan)               | Ogulu Andrae Sutherland Andrew Myrie Amilcar Smith                                                                                                 | Anju Blaxx Smith                              | 2:55    |  |
| 12.                    | "Solid" (com participação de Blxst and Kehlani)              | Ogulu Matthew Burdette Kehlani Parrish Ashton Sellars                                                                                              | Blxst Sellars [c]                             | 3:15    |  |
| 13.                    | "For My Hand" (com participação de Ed Sheeran)               | Ogulu Ed Sheeran Isong | P2J                                           | 2:39    |  |
| 14.                    | "Rollercoaster" (com participação de J Balvin)               | Ogulu José Osorio Balvin Matthieu Le Carpentier | Skread                                        | 3:07    |  |
| 15.                    | "Vanilla"                                                    | Ogulu Alexander Ogunmokun | ATG                                           | 2:35    |  |
| 16.                    | "Common Person"                                              | Ogulu Odunayo | Telz                                          | 3:30    |  |
| 17.                    | "Wild Dreams" (com participação de Khalid)                   | Ogulu Khalid Robinson Odunayo Jonathan Bellion Jordan K. Johnson Stefan Johnson Michael Pollack                                                    | The Monsters & Strangerz Jon Bellion Telz [a] | 3:06    |  |
| 18.                    | "How Bad Could It Be"                                        | Ogulu Odunayo Michael Mule Isaac DeBoni Rory Noble                                                                                                 | FnZ Noble [a]                                 | 4:57    |  |
| 19.                    | "Love, Damini" (com participação de Ladysmith Black Mambazo) | Ogulu Jeff Kleinman Michael Uzowuru | Kleinman Uzowuru                              | 2:22    |  |
| Duração total:         | Duração total:                                               | Duração total: | Duração total:                                | 60:34   |  |

Notas
- ↑[a]  indica um produtor adicional.
- ↑[c]  indica um co-produtor.
- "Last Last" contém uma amostra de "He Wasn't Man Enough", gravada por Toni Braxton.

## Créditos e pessoal
Os seguintes créditos foram adaptados do encarte do álbum Love, Damini (2022):
Músicos
| - Burna Boy — vocais - Ladysmith Black Mambazo — vocais adicionais (faixas 1, 19) - Oise Benson — vocais adicionais (1) - Gaetan Judd — guitarra (2) - Marco Bernardis — saxofone (2) - Akerele Samson — vocais de fundo (7) - Asake — vocais de fundo (7) - Kwande Bawa — vocais de fundo (7, 9) - Olusola Ogundipo — vocais de fundo (7) - Jonathan Awotwe-Mensah — vocais de fundo (9) - Keven Wolfsohn — vocais de fundo (9) - Paul Bogumil — vocais de fundo (9) - Tio T — vocais de fundo (9) - Tony Mars — saxofone (15) - Nissi Ogulu — vocais adicionais (16) | - Shuga Saund — guitarra (16) - Jon Bellion — vocais de apoio, instrumentos, programação (17) - Jordan K. Johnson — vocais de apoio, instrumentos, programação (17) - Stefan Johnson — vocais de apoio, instrumentos, programação (17) - Michael Pollack — vocais de apoio (17) - David Campbell — maestro, arranjo orquestral (17) - Steve Churchyard — orquestração (17) - Jacob Braun — violoncelo (17) - Paula Hochhalter — violoncelo (17) - Ross Gasworth — violoncelo (17) - Dylan Hart — trompa (17) - Pierre-Luc Rioux — guitarra (17) - Thomas Hooten — trompete (17) - Andrew Duckles — viola (17) - David Walther — viola (17) | - Charlie Bisharat — violino (17) - Joel Pargman — violino (17) - Josefina Vergara — violino (17) - Kerenza Peacock — violino (17) - Mario De Leon — violino (17) - Michele Richards — violino (17) - Neil Samples — violino (17) - Sara Parkins — violino (17) - Sarah Thornblade — violino (17) - Jorja Smith — vocais adicionais (18) - Kamaru Usman — vocais adicionais (18) - Naomi Campbell — vocais adicionais (18) - Swizz Beatz — vocais adicionais (18) - Dunni Alexandra Lawal — vocais de fundo (18) |

Técnicos
- Gerhard Westphalen — masterização
- Jesse Ray Ernster — mixagem (todas as faixas), gravação (3)
- Os Elementos — gravação (1)
- P2J — gravação (2, 10, 13)
- Eric Isaac Utere — gravação (3, 4, 6, 9, 11, 14)
- Chopstix — gravação (4, 7)
- Kel-P — gravação (5)
- Otis Milestone — gravação (12, 18, 19)
- Telz — gravação (16)
- Joe Begalla — assistência de mixagem
- Noah "MixGiant" Glassman — assistência de mixagem

## Desempenho nas tabelas musicais
| País — Tabela musical (2022)                   | Posição de pico |
| ---------------------------------------------- | --------------- |
| Austrália — Heatseekers Albums Chart (ARIA)    | 2               |
| Bélgica (Flandres) — Ultratop 200 Albums       | 24              |
| Bélgica (Valónia) — Ultratop 200 Albums        | 29              |
| Canadá — Albums Chart (Billboard)              | 6               |
| Dinamarca — Album Top-40 (Hitlisten)           | 8               |
| Países Baixos — Album Top 100 (MegaCharts)     | 2               |
| Alemanha — Offizielle Top 100 (GfK)            | 61              |
| Irlanda — Top 75 Artist Album (IRMA)           | 23              |
| Noruega — Topp 40 Albums (VG-lista)            | 6               |
| Suécia — Albums Top 60 (Sverigetopplistan)     | 12              |
| Suíça — Albums Top 100 (Schweizer Hitparade)   | 6               |
| Reino Unido — Official Albums Top 100 (OCC)    | 2               |
| Reino Unido — Official R&B Albums Top 40 (OCC) | 1               |
| Estados Unidos — Billboard 200                 | 14              |
| Estados Unidos — World Albums (Billboard)      | 2               |